# Publius Cornelius Dolabella (consul en 10)
Pour les articles homonymes, voir Cornelius Dolabella.
Publius Cornelius Dolabella est un sénateur romain dont les dates de naissance au Ier siècle av. J.-C. et de mort au Ier siècle apr. J.-C. sont inconnues.
Il est consul en l'an 10 apr. J.-C. en même temps que Caius Julius Silanus puis gouverneur de Dalmatie et enfin gouverneur proconsulaire de la province d'Afrique jusque vers l'an 28 apr. J.-C.. Il se signale en pacifiant cette province après des combats contre les pillards de Tacfarinas qui se terminent par la mort de ce dernier en 24.

## Ascendance
Publius Cornelius Dolabella est issu d'une famille patricienne, de la gens des Cornelii. Auteurs antiques et modernes ne s'accordent pas sur l'identité de son père. Son fils, par contre, est bien identifié comme Publius Cornelius Dolabella, consul en 55.

## Biographie

### À Rome et en Dalmatie
Publius Cornelius Dolabella exerce la charge de consul pendant les six premiers mois de l'année 10 apr. J.-C. en même temps que Caius Julius Silanus. C'est à cette période que leur est attribuée la reconstruction de la porte Caelimontane dans la muraille Servienne, sous le nom d'Arc de Dolabella et Silanus.
À la mort d'Auguste en 14 apr. J.-C., Dolabella est gouverneur en Dalmatie et Tibère, nouvel empereur, prolonge son mandat jusqu'en 19 ou 20 conformément à l'usage. Une fois revenu à Rome, Dolabella est mentionné pour avoir par deux fois conseillé Tibère qui refuse ses propositions dont l'une suggère d'enquêter sur les magistrats qui viennent de condamner Silanus, son ancien collègue consul, pour crime de maiestas.

### En Afrique
Dolabella reçoit le titre de gouverneur proconsulaire d'Afrique en 23 ou 24. Il y succède à Quintus Junius Blaesus qui pense avoir pacifié la région après plusieurs années de combats contre le déserteur et rebelle Tacfarinas. Blaesus est d'ailleurs reçu avec le honneurs à son retour à Rome.
L'optimisme des Romains se révèle une erreur de jugement : Tacfarinas recrute de nouveaux mercenaires parmi les tribus du désert et, au début de l'an 24, assiège un fort romain à Khemissa (Algérie) ou à Téboursouk (Tunisie). Les troupes romaines mettent facilement en fuite les assiégeants mais Dolabella comprend qu'il doit pousser son avantage jusqu'à la mort de Tacfarinas. Ce dernier, encerclé avec ses troupes dans le fort d'Auzia, préfère le suicide à une reddition qui aurait quand même signifié son exécution.
La région enfin sécurisée, Dolabella la met en valeur et y remplace l'élevage des anciennes tribus par la céréaliculture qui fournit Rome. Cette mutation agricole semble achevée en 29 ou 30, ce que suggèrent des bornes de pierre posées par les arpenteurs romains.
Malgré ses réussites en Afrique, Dolabella n'obtient pas de Tibère les honneurs qu'il réclame.

### Fin de vie
Dolabella est mentionné par deux fois dans les Annales de Tacite quand il se joint aux poursuites visant un de ses cousins en 28. Aucun renseignement ultérieur le concernant, dont la date de sa mort, n'est connu.